# ورزشگاه آرماندو پیکی
 ورزشگاه آرماندو پیکچی  (به ایتالیایی: Stadio Armando Picchi) ورزشگاهی در شهر لیورنو در کشور ایتالیا است.
بازی‌های خانگی باشگاه فوتبال لیورنو در این ورزشگاه برگزار می‌شود.